# Liste des anciennes communes de la Haute-Loire
Cette page a pour objectif de retracer toutes les modifications communales dans le département de la Haute-Loire : les anciennes communes qui ont existé depuis la Révolution française, ainsi que les créations, les modifications officielles de nom, ainsi que les échanges de territoires entre communes.
En 1800, le territoire du département de la Haute-Loire comptait 277 communes. Très tôt la vague de fusions imposées aux toutes petites communes au début du XIXe siècle va en faire décroître le nombre : en 1850, on relevait 255 communes dans le département. Une vague de créations en fait alors remonter le nombre, en lien avec le plein démographique, permettant à un certain nombre de hameaux de s'affranchir. Le nombre est quasi identique actuellement : 257 (au 1er janvier 2024). Les lois favorables aux regroupements n'auront eu que peu de prises ici.

## Fusions
| Nom de la nouvelle commune | Communes réunies                     | Régime                                                    | Date (et nature) de la décision | Date d'effet                    |
| -------------------------- | ------------------------------------ | --------------------------------------------------------- | ------------------------------- | ------------------------------- |
| Saint-Privat-d'Allier      | Saint-Privat-d'Allier                | commune nouvelle (avec 1 commune déléguée : Saint-Didier) | 27 septembre 2016 (Arrêté)      | 1er janvier 2017                |
| Saint-Privat-d'Allier      | Saint-Didier-d'Allier                | commune nouvelle (avec 1 commune déléguée : Saint-Didier) | 27 septembre 2016 (Arrêté)      | 1er janvier 2017                |
| Esplantas-Vazeilles        | Esplantas                            | commune nouvelle (avec 1 commune déléguée : Vazeilles)    | 18 décembre 2015 (Arrêté)       | 1er janvier 2016                |
| Esplantas-Vazeilles        | Vazeilles-près-Saugues               | commune nouvelle (avec 1 commune déléguée : Vazeilles)    | 18 décembre 2015 (Arrêté)       | 1er janvier 2016                |
| Thoras                     | Thoras                               | commune nouvelle (SANS communes déléguées)                | 18 décembre 2015 (Arrêté)       | 1er janvier 2016                |
| Thoras                     | Croisances                           | commune nouvelle (SANS communes déléguées)                | 18 décembre 2015 (Arrêté)       | 1er janvier 2016                |
| Siaugues-Sainte-Marie      | Siaugues-Saint-Romain                | fusion association (fusion simple depuis le 1-1-1997)     | 31 octobre 1974 (Arrêté)        | 1er janvier 1975                |
| Siaugues-Sainte-Marie      | Sainte-Marie-des-Chazes              | fusion association (fusion simple depuis le 1-1-1997)     | 31 octobre 1974 (Arrêté)        | 1er janvier 1975                |
| Mazeyrat-d'Allier          | Mazeyrat-Crispinhac                  | fusion association (fusion simple depuis le 1-7-1990)     | 31 décembre 1972 (Arrêté)       | 1er janvier 1973                |
| Mazeyrat-d'Allier          | Reilhac                              | fusion association (fusion simple depuis le 1-7-1990)     | 31 décembre 1972 (Arrêté)       | 1er janvier 1973                |
| Mazeyrat-d'Allier          | Saint-Eble                           | fusion association (fusion simple depuis le 1-7-1990)     | 31 décembre 1972 (Arrêté)       | 1er janvier 1973                |
| Vissac-Auteyrac            | Auteyrac                             | fusion association (fusion simple depuis le 1-1-1983)     | 2 août 1972 (Arrêté)            | 1er septembre 1972              |
| Vissac-Auteyrac            | Vissac                               | fusion association (fusion simple depuis le 1-1-1983)     | 2 août 1972 (Arrêté)            | 1er septembre 1972              |
| Alleyras                   | Alleyras                             | fusion                                                    | 28 décembre 1965 (Arrêté)       | 1er janvier 1966                |
| Alleyras                   | Vabres                               | fusion                                                    | 28 décembre 1965 (Arrêté)       | 1er janvier 1966                |
| Landos                     | Landos                               | fusion                                                    | 28 décembre 1965 (Arrêté)       | 1er janvier 1966                |
| Landos                     | La Sauvetat                          | fusion                                                    | 28 décembre 1965 (Arrêté)       | 1er janvier 1966                |
| Le Puy                     | Le Puy                               | fusion                                                    | 24 février 1965 (Arrêté)        | 25 février 1965                 |
| Le Puy                     | Ours-Mons                            | fusion                                                    | 24 février 1965 (Arrêté)        | 25 février 1965                 |
| Le Puy                     | Taulhac-près-le-Puy                  | fusion                                                    | 5 février 1965 (Arrêté)         | 20 février 1965                 |
| Saint-Quentin-Chaspinhac   | Saint-Quentin                        | fusion                                                    | 22 décembre 1866 (Décret)       | 22 décembre 1866 (Décret)       |
| Saint-Quentin-Chaspinhac   | Chaspinhac                           | fusion                                                    | 22 décembre 1866 (Décret)       | 22 décembre 1866 (Décret)       |
| Pébrac                     | Pébrac                               | fusion                                                    | 31 janvier 1850 (Loi)           | 31 janvier 1850 (Loi)           |
| Pébrac                     | Digons                               | fusion                                                    | 31 janvier 1850 (Loi)           | 31 janvier 1850 (Loi)           |
| Croisances                 | Croisances                           | fusion                                                    | 3 juillet 1846 (Loi)            | 3 juillet 1846 (Loi)            |
| Croisances                 | Verreyrolles                         | fusion                                                    | 3 juillet 1846 (Loi)            | 3 juillet 1846 (Loi)            |
| Blesle                     | Blesle                               | fusion                                                    | 14 juin 1845 (Ordonnance)       | 14 juin 1845 (Ordonnance)       |
| Blesle                     | Bousselargues                        | fusion                                                    | 14 juin 1845 (Ordonnance)       | 14 juin 1845 (Ordonnance)       |
| Agnat                      | Agnat                                | fusion                                                    | 4 juin 1845 (Loi)               | 4 juin 1845 (Loi)               |
| Agnat                      | Labrousse (1 partie)                 | fusion                                                    | 4 juin 1845 (Loi)               | 4 juin 1845 (Loi)               |
| Chaniat                    | Chaniat                              | fusion                                                    | 4 juin 1845 (Loi)               | 4 juin 1845 (Loi)               |
| Chaniat                    | Labrousse (1 partie)                 | fusion                                                    | 4 juin 1845 (Loi)               | 4 juin 1845 (Loi)               |
| Vieille-Brioude            | Vieille-Brioude                      | fusion                                                    | 4 juin 1845 (Loi)               | 4 juin 1845 (Loi)               |
| Vieille-Brioude            | Védrines                             | fusion                                                    | 4 juin 1845 (Loi)               | 4 juin 1845 (Loi)               |
| Aubazat                    | Aubazat                              | fusion                                                    | 25 mai 1843 (Ordonnance)        | 25 mai 1843 (Ordonnance)        |
| Aubazat                    | Peyrusse                             | fusion                                                    | 25 mai 1843 (Ordonnance)        | 25 mai 1843 (Ordonnance)        |
| Sembadel                   | Sembadel                             | fusion                                                    | 25 mai 1843 (Ordonnance)        | 25 mai 1843 (Ordonnance)        |
| Sembadel                   | Saint-Léger                          | fusion                                                    | 25 mai 1843 (Ordonnance)        | 25 mai 1843 (Ordonnance)        |
| Chaniat                    | Chaniat                              | fusion                                                    | 11 décembre 1842 (Ordonnance)   | 11 décembre 1842 (Ordonnance)   |
| Chaniat                    | Larochette                           | fusion                                                    | 11 décembre 1842 (Ordonnance)   | 11 décembre 1842 (Ordonnance)   |
| Lamothe                    | Lamothe                              | fusion                                                    | 11 décembre 1842 (Ordonnance)   | 11 décembre 1842 (Ordonnance)   |
| Lamothe                    | Cougeat                              | fusion                                                    | 11 décembre 1842 (Ordonnance)   | 11 décembre 1842 (Ordonnance)   |
| Paulhaguet                 | Paulhaguet                           | fusion                                                    | 11 décembre 1842 (Ordonnance)   | 11 décembre 1842 (Ordonnance)   |
| Paulhaguet                 | Censac-Lavaux                        | fusion                                                    | 11 décembre 1842 (Ordonnance)   | 11 décembre 1842 (Ordonnance)   |
| Saint-Georges-d'Aurac      | Saint-Georges-d'Aurac                | fusion                                                    | 11 décembre 1842 (Ordonnance)   | 11 décembre 1842 (Ordonnance)   |
| Saint-Georges-d'Aurac      | Flageac                              | fusion                                                    | 11 décembre 1842 (Ordonnance)   | 11 décembre 1842 (Ordonnance)   |
| Bournoncle-la-Roche        | Bournoncle                           | fusion                                                    | 18 avril 1842 (Ordonnance)      | 18 avril 1842 (Ordonnance)      |
| Bournoncle-la-Roche        | La Roche                             | fusion                                                    | 18 avril 1842 (Ordonnance)      | 18 avril 1842 (Ordonnance)      |
| Lavaudieu                  | Lavaudieu                            | fusion                                                    | 24 février 1842 (Ordonnance)    | 24 février 1842 (Ordonnance)    |
| Lavaudieu                  | Lugeac                               | fusion                                                    | 24 février 1842 (Ordonnance)    | 24 février 1842 (Ordonnance)    |
| Brives-Charensac           | Brives                               | fusion                                                    | 20 mai 1839 (Ordonnance)        | 20 mai 1839 (Ordonnance)        |
| Brives-Charensac           | Charensac                            | fusion                                                    | 20 mai 1839 (Ordonnance)        | 20 mai 1839 (Ordonnance)        |
| Ferrussac                  | Ferrussac                            | fusion                                                    | 28 août 1834 (Ordonnance)       | 28 août 1834 (Ordonnance)       |
| Ferrussac                  | Notre-Dame-du-Cros                   | fusion                                                    | 28 août 1834 (Ordonnance)       | 28 août 1834 (Ordonnance)       |
| Blesle                     | Blesle                               | fusion                                                    | 8 janvier 1834 (Ordonnance)     | 8 janvier 1834 (Ordonnance)     |
| Blesle                     | La Chapelle-Alagnon                  | fusion                                                    | 8 janvier 1834 (Ordonnance)     | 8 janvier 1834 (Ordonnance)     |
| Saint-Julien-du-Pinet      | Saint-Julien-du-Pinet                | fusion                                                    | 23 décembre 1832 (Ordonnance)   | 23 décembre 1832 (Ordonnance)   |
| Saint-Julien-du-Pinet      | Glavenas                             | fusion                                                    | 23 décembre 1832 (Ordonnance)   | 23 décembre 1832 (Ordonnance)   |
| Rauret                     | Rauret                               | fusion                                                    | 27 novembre 1832 (Ordonnance)   | 27 novembre 1832 (Ordonnance)   |
| Rauret                     | Jagonas                              | fusion                                                    | 27 novembre 1832 (Ordonnance)   | 27 novembre 1832 (Ordonnance)   |
| Rauret                     | Jonchères                            | fusion                                                    | 27 novembre 1832 (Ordonnance)   | 27 novembre 1832 (Ordonnance)   |
| Pradelles                  | Pradelles                            | fusion                                                    | 28 octobre 1832 (Ordonnance)    | 28 octobre 1832 (Ordonnance)    |
| Pradelles                  | Saint-Clément                        | fusion                                                    | 28 octobre 1832 (Ordonnance)    | 28 octobre 1832 (Ordonnance)    |
| Langeac                    | Langeac                              | fusion                                                    | 19 décembre 1827 (Ordonnance)   | 19 décembre 1827 (Ordonnance)   |
| Langeac                    | Langeac-Plat-Pays                    | fusion                                                    | 19 décembre 1827 (Ordonnance)   | 19 décembre 1827 (Ordonnance)   |
| Allègre                    | Allègre                              | fusion                                                    | 1er septembre 1825 (Ordonnance) | 1er septembre 1825 (Ordonnance) |
| Allègre                    | Foraine-d'Allègre                    | fusion                                                    | 1er septembre 1825 (Ordonnance) | 1er septembre 1825 (Ordonnance) |
| Cayres                     | Cayres                               | fusion                                                    | 26 juin 1821 (Ordonnance)       | 26 juin 1821 (Ordonnance)       |
| Cayres                     | Chacornac                            | fusion                                                    | 26 juin 1821 (Ordonnance)       | 26 juin 1821 (Ordonnance)       |
| Bas                        | Bas                                  | fusion                                                    | Avant 1806                      | Avant 1806                      |
| Bas                        | Sainte-Paule                         | fusion                                                    | Avant 1806                      | Avant 1806                      |
| Saint-Julien-Molhesabate   | Saint-Julien                         | fusion                                                    | Avant 1806                      | Avant 1806                      |
| Saint-Julien-Molhesabate   | Molhesabate                          | fusion                                                    | Avant 1806                      | Avant 1806                      |
| Yssingeaux                 | Yssingeaux                           | fusion                                                    | Avant 1806                      | Avant 1806                      |
| Yssingeaux                 | Bellecombe                           | fusion                                                    | Avant 1806                      | Avant 1806                      |
| Chomelix                   | Chomelix-le-Bourg                    | fusion                                                    | 1795-1800                       | 1795-1800                       |
| Chomelix                   | Chomelix-le-Village                  | fusion                                                    | 1795-1800                       | 1795-1800                       |
| Saint-Paulien              | Saint-Paulien                        | fusion                                                    | 1795-1800                       | 1795-1800                       |
| Saint-Paulien              | Nolhac                               | fusion                                                    | 1795-1800                       | 1795-1800                       |
| Chadrac                    | Chadrac                              | fusion                                                    | 1790-1794                       | 1790-1794                       |
| Chadrac                    | Duriane                              | fusion                                                    | 1790-1794                       | 1790-1794                       |
| Mazeyrat-Aurouze           | Mazeyrat                             | fusion                                                    | 1790-1794                       | 1790-1794                       |
| Mazeyrat-Aurouze           | Aurouze                              | fusion                                                    | 1790-1794                       | 1790-1794                       |
| Ours-Mons                  | Ours                                 | fusion                                                    | 1790-1794                       | 1790-1794                       |
| Ours-Mons                  | Mons                                 | fusion                                                    | 1790-1794                       | 1790-1794                       |
| Saint-Étienne-Lardeyrol    | Saint-Étienne                        | fusion                                                    | 1790-1794                       | 1790-1794                       |
| Saint-Étienne-Lardeyrol    | Lardeyrol                            | fusion                                                    | 1790-1794                       | 1790-1794                       |
| Saint-Georges-d'Aurac      | Saint-Georges-d'Aurac                | fusion                                                    | 1790-1794                       | 1790-1794                       |
| Saint-Georges-d'Aurac      | Chavagnat (commune rétablie en 1880) | fusion                                                    | 1790-1794                       | 1790-1794                       |
| Saint-Julien-Chapteuil     | Saint-Julien                         | fusion                                                    | 1790-1794                       | 1790-1794                       |
| Saint-Julien-Chapteuil     | Chapteuil                            | fusion                                                    | 1790-1794                       | 1790-1794                       |
| Saint-Martin-de-Fugères    | Saint-Martin                         | fusion                                                    | 1790-1794                       | 1790-1794                       |
| Saint-Martin-de-Fugères    | Fugères                              | fusion                                                    | 1790-1794                       | 1790-1794                       |
| Saint-Pierre-Eynac         | Saint-Pierre                         | fusion                                                    | 1790-1794                       | 1790-1794                       |
| Saint-Pierre-Eynac         | Eynac                                | fusion                                                    | 1790-1794                       | 1790-1794                       |
| Siaugues-Saint-Romain      | Siaugues                             | fusion                                                    | 1790-1794                       | 1790-1794                       |
| Siaugues-Saint-Romain      | Saint-Romain                         | fusion                                                    | 1790-1794                       | 1790-1794                       |

## Créations
| Nom de la commune créée | Commune affectée        | Mode de création              | Date (et nature) de la décision |
| ----------------------- | ----------------------- | ----------------------------- | ------------------------------- |
| Costaros                | Cayres                  | Démembrement                  | 20 juin 1937 (Loi)              |
| Arsac-en-Velay          | Coubon                  | Démembrement                  | 20 décembre 1927 (Loi)          |
| Saint-Didier-en-Velay   | Saint-Didier-la-Séauve  | Démembrement et suppression   | 5 avril 1925 (Loi)              |
| La Séauve-sur-Semène    | Saint-Didier-la-Séauve  | Démembrement et suppression   | 5 avril 1925 (Loi)              |
| Blavozy                 | Saint-Germain-Laprade   | Démembrement                  | 6 mars 1895 (Loi)               |
| Chavagnac               | Saint-Georges-d'Aurac   | Démembrement (rétablissement) | 31 décembre 1880 (Décret)       |
| Chenereilles            | Tence                   | Démembrement                  | 31 mai 1876 (Décret)            |
| Chenereilles            | Saint-Jeures            | Démembrement                  | 31 mai 1876 (Décret)            |
| Le Mas-de-Tence         | Tence                   | Démembrement                  | 11 mars 1872 (Décret)           |
| Pont-Salomon            | Aurec                   | Démembrement                  | 12 juillet 1865 (Loi)           |
| Pont-Salomon            | Saint-Didier            | Démembrement                  | 12 juillet 1865 (Loi)           |
| Pont-Salomon            | Saint-Ferréol-d'Auroure | Démembrement                  | 12 juillet 1865 (Loi)           |
| Malrevers               | Chaspinhac              | Démembrement                  | 27 mai 1865 (Loi)               |
| Malrevers               | Rosières                | Démembrement                  | 27 mai 1865 (Loi)               |
| Les Villettes           | Grazac                  | Démembrement                  | 9 mai 1860 (Loi)                |
| Les Villettes           | Monistrol               | Démembrement                  | 9 mai 1860 (Loi)                |
| Les Villettes           | Sainte-Sigolène         | Démembrement                  | 9 mai 1860 (Loi)                |
| Ouides                  | Alleyras                | Démembrement                  | 18 mai 1858 (Loi)               |
| Ouides                  | Saint-Jean-Lachalm      | Démembrement                  | 18 mai 1858 (Loi)               |
| Moudeyres               | Laussonne               | Démembrement                  | 31 mars 1855 (Loi)              |
| Moudeyres               | Les Estables            | Démembrement                  | 31 mars 1855 (Loi)              |
| Moudeyres               | Freycenet-la-Tour       | Démembrement                  | 31 mars 1855 (Loi)              |
| Le Pertuis              | Saint-Hostien           | Démembrement                  | 11 juin 1852 (Loi)              |
| Malvalette              | Bas                     | Démembrement                  | 28 novembre 1850 (Loi)          |
| Valprivas               | Bas                     | Démembrement                  | 28 novembre 1850 (Loi)          |
| Beaux                   | Retournac               | Démembrement                  | 4 juin 1845 (Loi)               |
| Beaux                   | Yssingeaux              | Démembrement                  | 4 juin 1845 (Loi)               |
| Villeneuve-d'Allier     | Saint-Ilpize            | Démembrement                  | 30 décembre 1844 (Ordonnance)   |
| Alleyrac                | Salettes                | Démembrement                  | 18 août 1835 (Ordonnance)       |

## Modifications de nom officiel
| Ancien nom                    | Nouveau nom                   | Date (et nature) de la décision |
| ----------------------------- | ----------------------------- | ------------------------------- |
| Saint-Christophe-sur-Dolaison | Saint-Christophe-sur-Dolaizon | 8 août 2024 (Décret)            |
| Lempdes                       | Lempdes-sur-Allagnon          | 7 août 1996 (Décret)            |
| Mazeyrat-Aurouze              | Mazerat-Aurouze               | 7 août 1996 (Décret)            |
| Le Puy                        | Le Puy-en-Velay               | 10 mars 1988 (Décret)           |
| Cussac                        | Cussac-sur-Loire              | 29 août 1969 (Décret)           |
| Le Monastier                  | Le Monastier-sur-Gazeille     | 22 janvier 1962 (Décret)        |
| Bournoncle-la-Roche           | Bournoncle-Saint-Pierre       | 25 juillet 1961 (Décret)        |
| Aurec                         | Aurec-sur-Loire               | 17 décembre 1958 (Décret)       |
| Bas                           | Bas-en-Basset                 | 17 décembre 1958 (Décret)       |
| Le Bouchet                    | Le Bouchet-Saint-Nicolas      | 17 décembre 1958 (Décret)       |
| Champagnac                    | Champagnac-le-Vieux           | 17 décembre 1958 (Décret)       |
| Montfaucon                    | Montfaucon-en-Velay           | 17 décembre 1958 (Décret)       |
| Saint-Pal-de-Murs             | Saint-Pal-de-Senouire         | 29 mai 1946 (Décret)            |
| Beaune                        | Beaune-sur-Arzon              | 11 mai 1937 (Décret)            |
| Taulhac                       | Taulhac-près-le-Puy           | 11 mai 1937 (Décret)            |
| Laval                         | Laval-sur-Doulon              | 11 avril 1937 (Décret)          |
| Saint-Étienne-près-Allègre    | Sainte-Marguerite             | 18 juillet 1929 (Décret)        |
| Le Chambon-de-Tence           | Le Chambon-sur-Lignon         | 9 août 1923 (Décret)            |
| Fay-le-Froid                  | Fay-sur-Lignon                | 3 juillet 1922 (Décret)         |
| Saint-Quentin-Chaspinhac      | Chaspinhac                    | 24 décembre 1921 (Décret)       |
| Chamalières                   | Chamalières-sur-Loire         | 25 août 1903 (Décret)           |
| Nozeyrolles                   | Auvers                        | 1er novembre 1900 (Décret)      |
| Craponne                      | Craponne-sur-Arzon            | 15 mars 1897 (Décret)           |
| Saint-Just-près-Chomelix      | Bellevue-la-Montagne          | 10 août 1896 (Décret)           |
| Saint-Voy                     | Mazet-Saint-Voy               | 7 juillet 1894 (Décret)         |
| Le Chambon                    | Le Chambon-de-Tence           | 23 novembre 1893 (Décret)       |
| Saint-Ferréol-de-Cohade       | Cohade                        | 20 novembre 1884 (Décret)       |
| Chavagnac                     | Chavaniac-Lafayette           | 3 juillet 1884 (Décret)         |
| Villeneuve                    | Sainte-Eugénie-de-Villeneuve  | 18 février 1860 (Décret)        |
| Fix-Villeneuve                | Villeneuve                    | 21 mai 1858 (Loi)               |
| Saint-Rémy                    | Vergezac                      | 13 mai 1818 (Ordonnance)        |

## Modifications de limites communales
Le plus souvent, les modifications des limites communales décidées par arrêtés préfectoraux ne sont pas répertoriées dans le Journal officiel ni dans le Bulletin officiel.
| La commune de ...                                         | ... cède du territoire à la commune de ...                | Précisions                                                                                             | Date (et nature) de la décision           |
| --------------------------------------------------------- | --------------------------------------------------------- | --- | ----------------------------------------- |
| Polignac                                                  | Blanzac                                                   | 5 habitants Superficie de 4 ha 94 a 61 ca                                                              | 28 janvier 2015 (Décret)                  |
| La Chapelle-d'Aurec                                       | Pont-Salomon                                              | Superficie de 18 a 91 ca                                                                               | 26 mars 2001 (Décret)                     |
| Pont-Salomon                                              | La Chapelle-d'Aurec                                       | Superficie de 49 a 77 ca                                                                               | 26 mars 2001 (Décret)                     |
| Pébrac                                                    | Venteuges                                                 | 33 habitants Superficie de 107 ha 20 a 25 ca                                                           | 10 septembre 1968 (Décret)                |
| Sainte-Marie-des-Chazes                                   | Saint-Julien-des-Chazes                                   | Hameau de Pradel 8 habitants                                                                           | 24 juin 1959 (Arrêté)                     |
| Vieille-Brioude                                           | Fontannes                                                 | | 21 février 1936 (Décret)                  |
| Lempdes Vergonghéon                                       | Bournoncle-la-Roche                                       | Portions de l'agglomération d'Arvant, Arvant étant intégralement regroupé sur la commune de Bournoncle | 5 avril 1929 (Loi)                        |
| Saint-Georges-d'Aurac                                     | Sainte-Eugénie-de-Villeneuve                              | | 10 août 1905 (Décret)                     |
| Aiguilhe                                                  | Le Puy                                                    | Section des Ricols                                                                                     | 11 avril 1902 (Décret)                    |
| Saint-Front                                               | Fay-le-Froid                                              | | 29 mai 1880 (Décret)                      |
| Aurec                                                     | La Chapelle-d'Aurec                                       | Village de la Pérouse                                                                                  | 13 mars 1872 (Loi)                        |
| Saint-Pierre-du-Champ                                     | Chomelix                                                  | Hameau d'Arzon                                                                                         | 17 avril 1867 (Loi)                       |
| Saint-Martin-de-Fugères                                   | Alleyrac                                                  | Section de Malhac                                                                                      | 6 juillet 1862 (Loi)                      |
| Fix-Villeneuve                                            | Fix-Saint-Geneys                                          | Villages de Fix-Bas, Vayrac, Labastide et Aubaron                                                      | 21 mai 1858 (Loi)                         |
| Retournac                                                 | Saint-Julien-du-Pinet                                     | | 22 juillet 1851 (Loi)                     |
| Bournoncle                                                | Lempdes                                                   | limite fixée par le ruisseau le Pont-Penit                                                             | 13 avril 1850 (Loi)                       |
| Mazeyrat-Aurouze                                          | Jax                                                       | Villages de Mandaix, le Mont et Louberat                                                               | 2 février 1850 (Loi)                      |
| Siaugues-Saint-Romain                                     | Sainte-Marie-des-Chazes                                   | Section de Vergonzac                                                                                   | 30 juillet 1847 (Loi)                     |
| Les Vastres                                               | Saint-Julien-Boutières (département de l'Ardèche)         | | 28 juin 1847 (Loi)                        |
| Le Bouchet-Saint-Nicolas                                  | Saint-Haon                                                | | 12 mai 1847 (Loi)                         |
| Ferrussac                                                 | Arlet                                                     | | 19 juillet 1845 (Loi)                     |
| Saint-Ilpize                                              | Saint-Privat-du-Dragon                                    | | 12 juin 1845 (Loi)                        |
| Saint-Julien-Chapteuil                                    | Queyrières                                                | Section du Monedeyres                                                                                  | 24 juillet 1843 (Loi)                     |
| Lempdes                                                   | Bournoncle-Saint-Pierre                                   | Village de Peyssanges                                                                                  | 22 juillet 1843 (Loi)                     |
| Aubazat                                                   | Férussac                                                  | Village de Chassignoles                                                                                | 25 juillet 1839 (Loi)                     |
| Grenier-Montgon                                           | Massiac (département du Cantal)                           | Enclave                                                                                                | 12 juillet 1837 (Loi)                     |
| Saint-Pal-en-Chalençon                                    | Usson (département de la Loire)                           | Parcelles de Brandy-Haut et enclave de Roche                                                           | 28 mars 1832 (Loi)                        |
| Usson (département de la Loire)                           | Saint-Pal-en-Chalençon                                    | Village d'Espinassolle                                                                                 | 28 mars 1832 (Loi)                        |
| Pinols Clavière (département du Cantal)                   | Clavière (département du Cantal) Pinols                   | Limite fixée au chemin allant du village de Chanteloube à Saint-Flour                                  | 6 juin 1805 (Décret) (17 prairial an 13)  |
| Saint-Symphorien (département de Lozère) Saint-Vénérand   | Saint-Vénérand Saint-Symphorien (département de Lozère)   | | 8 janvier 1804 (Arrêté) (17 nivôse an 12) |
| Saint-Symphorien (département de Lozère) Saint-Christophe | Saint-Christophe Saint-Symphorien (département de Lozère) | | 8 janvier 1804 (Arrêté) (17 nivôse an 12) |
| Saint-Symphorien (département de Lozère) Croisance        | Croisance Saint-Symphorien (département de Lozère)        | | 8 janvier 1804 (Arrêté) (17 nivôse an 12) |

## Communes associées
Liste des communes ayant, ou ayant eu (en italique), à la suite d'une fusion, le statut de commune associée.
| Nom de la commune       | Code INSEE | Fusion-association                     | Fusion-association | Fusion-association    | Fusion-association                       | Transformation de l'association en fusion simple | Transformation de l'association en fusion simple |
| Nom de la commune       | Code INSEE | date de la décision                    | date d'effet       | commune absorbante    | nom de la commune résultant de la fusion | date de la décision                              | date d'effet                                     |
| ----------------------- | ---------- | -------------------------------------- | ------------------ | --------------------- | ---------------------------------------- | ------------------------------------------------ | ------------------------------------------------ |
| Vissac                  | 43266      | Arrêté préfectoral du 2 août 1972      | 1er septembre 1972 | Auteyrac              | Vissac-Auteyrac                          | Arrêté préfectoral du 31 décembre 1982           | 1er janvier 1983                                 |
| Reilhac                 | 43161      | Arrêté préfectoral du 31 décembre 1972 | 1er janvier 1973   | Mazeyrat-Crispinhac   | Mazeyrat-d'Allier                        | Arrêté préfectoral du 25 juin 1990               | 1er juillet 1990                                 |
| Saint-Eble              | 43179      | Arrêté préfectoral du 31 décembre 1972 | 1er janvier 1973   | Mazeyrat-Crispinhac   | Mazeyrat-d'Allier                        | Arrêté préfectoral du 25 juin 1990               | 1er juillet 1990                                 |
| Sainte-Marie-des-Chazes | 43209      | Arrêté préfectoral du 31 octobre 1974  | 1er janvier 1975   | Siaugues-Saint-Romain | Siaugues-Sainte-Marie                    | Arrêté préfectoral du 18 décembre 1996           | 1er janvier 1997                                 |